# Paul Bradley
Paul Joseph Bradley (ur. 18 października 1945 w McKeesport, Pensylwania) – amerykański duchowny katolicki, w latach 2009–2023 biskup Kalamazoo w metropolii Detroit.
Jest jednym z dziewięciorga dzieci Paula i Cecilii z domu Pater. Ukończył St. Meinrad Seminary w Indianie i University of Pittsburgh. Święcenia kapłańskie otrzymał 1 maja 1971 z rąk ordynariusza Pittsburgha Vincenta Leonarda i został kapłanem tej diecezji. Był m.in. dyrektorem Biura ds. Rodziny, proboszczem katedry i wikariuszem generalnym diecezji. Jako współproboszcz pracował w Swissvale razem z przyszłym kardynałem Danielem DiNardo.
16 grudnia 2004 otrzymał nominację na biskupa pomocniczego Pittsburgha ze stolicą tytularną Afufenia. Sakry udzielił mu ówczesny ordynariusz Donald Wuerl, przyszły kardynał. Od czerwca 2006 do września 2007 administrator apostolski diecezji. 6 kwietnia 2009 mianowany ordynariuszem Kalamazoo. Ingres odbył 5 czerwca 2009.
23 maja 2023 papież Franciszek przyjął jego rezygnację z pełnionej funkcji.